# Niclas Björnfot
Niclas Björnfot, född 25 mars 1968, är en svensk före detta professionell ishockeyback.
Niclas tog SM-silver med Luleå HF 1993, efter att ha spelat final mot Brynäs IF.